# نونن
نونن (به انگلیسی: Nonene) با فرمول شیمیایی C9H18 یک ترکیب شیمیایی با شناسه پاب‌کم 31285 است. که جرم مولی آن ۱۲۶٫۲۴ گرم بر مول می‌باشد. 